# 120 mm Mörsergranate MAT-120
Die MAT-120 ist eine 120-mm-Mörsergranate mit Streumunition.

## Entwicklung
Die MAT-120-Mörsergranate wurde ab Mitte der 1990er-Jahre aus der ESPIN-21-Mörsergranate entwickelt. Im Jahr 2002 wurde die MAT-120 bei den Spanischen Streitkräften eingeführt. Ab dann erfolgten auch Exporte in andere Staaten. Als sich Spanien dem Übereinkommen über Streumunition anschloss, wurde die Produktion für die Spanischen Streitkräfte im Jahr 2007 eingestellt. Die MAT-120-Produktionslinien wurden im Juli 2008 geschlossen. Entwickelt und produziert wurde die MAT-120 von der Instalaza S.A. bzw. von Expal.

## Technik & Funktion
Die MAT-120-Mörsergranate wiegt schussbereit 18,7 kg und enthält im Granatkörper 21 SMM-Bomblets. Die zylinderförmigen Bomblets bestehen aus einer Hohlladung mit Splittermantel. Die Bomblets haben einem Durchmesser von 37 mm, wiegen 275 g und enthalten 50 g Sprengstoff. Die MAT-120 wird wie eine herkömmliche Mörsergranate aus einem 120-mm-Mörser verschossen. In Abhängigkeit zum verwendeten Mörser beträgt die maximale Schussdistanz 5,5–6,5 km. Über dem Ziel werden nach einer vorbestimmten Flugzeit die Bomblets ausgestoßen. Danach verteilen sich die Bomblets nach dem Gießkannenprinzip über eine Fläche mit einem Radius von 50–60 m. Der Fall der Bomblets wird durch ein Gummiband am Bombletkopf stabilisiert. Beim Aufschlag im Zielgebiet detoniert das Bomblet sofort mittels Aufschlagzünder. Die Hohlladung kann 150 mm Panzerstahl durchschlagen. Weiter entstehen bei der Detonation je Bomblet rund 650 Splitter (rund 13.600 Splitter pro Mörsergranate). Der Splitterwirkungskreis eines SMM-Bomblets beträgt 6 m. Verletzungen können bis in eine Entfernung von 18 m auftreten. Wird das Bomblet nicht durch den Aufschlagzünder ausgelöst, so wird es nach 20–35 Sekunden durch einen Zeitzünder zur Detonation gebracht. Falls der Zeitzünder versagt, wird das Bomblet nach rund 15 Minuten durch Selbstneutralisation entschärft.

## Einsätze

### Bürgerkrieg in Libyen
Laut Human Rights Watch wurde MAT-120-Munition aus der Produktion Produktionslinien zwei und drei des Jahres 2007 Anfang 2011 im Bürgerkrieg in Libyen im Kampf um Misrata eingesetzt. Wie die MAT-120 nach Libyen gelangt sind, ist nicht geklärt.

### Russischer Überfall auf die Ukraine 2022
Vermutlich wurde die MAT-120 während des Russischen Überfalls auf die Ukraine 2022 Mitte Dezember 2022 südlich der umkämpften Stadt Bachmut durch eine ukrainische Mörsereinheit eingesetzt. Gegen eine von etwa 20 Wagner-Söldnern gehaltenen Stellung wurde die Waffe eingesetzt, mit dem Ergebnis, dass alle Söldner tödlich getroffen wurden. Ein im Internet kursierendes Video wurde durch Analytiker von CNA ausgewertet und wiesen auf die Benutzung der geächteten Waffe hin. Spanien hat eine Lieferung weder bestätigt noch dementiert.